# Sa Majesté la Femme
Pour plus de détails, voir Fiche technique et Distribution.
Sa Majesté la Femme (titre original : Fig Leaves) est un film américain réalisé par Howard Hawks, produit par Fox Film Corporation et sorti en 1926.
Le film comporte deux séquences filmées en Technicolor.

## Fiche technique
- Titre original : Fig Leaves
- Réalisation : Howard Hawks, assisté de James Tinling
- Production : William Fox
- Supervision : Winfield Sheehan
- Photographie : Joseph H. August
- Montage : Rose Smith
- Type : Noir et blanc / Technicolor
- Genre : comédie
- Durée : 70 minutes
- Date de sortie : 
  - États-Unis : 22 août 1926

## Distribution

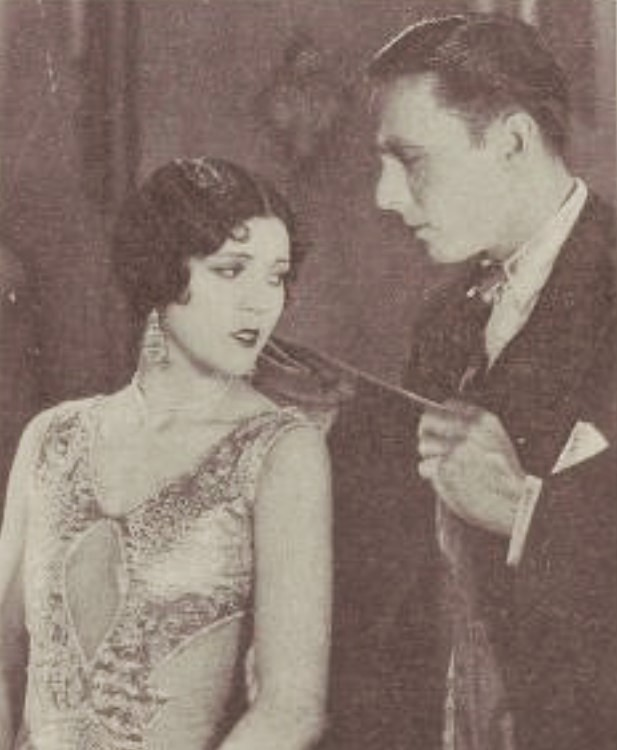
Olive Borden et George O'Brien dans une scène du film.

- George O'Brien : Adam Smith
- Olive Borden : Eve Smith
- Phyllis Haver : Alice Atkins
- George Beranger : Josef André
- William Austin : André's Assistant
- Heinie Conklin : Eddie McSwiggen
- Eulalie Jensen : Madame Griswald